# 1972年札幌オリンピックの開会式
1972年札幌オリンピックの開会式（1972ねんさっぽろオリンピックのかいかいしき）は、札幌オリンピック大会初日の1972年（昭和47年）2月3日木曜日午前11時（日本時間）から約70分間にわたり真駒内屋外競技場で挙行された開会式。天候は快晴、気温は氷点下8度であった。
開会式には昭和天皇・香淳皇后が臨席し、当時のアベリー・ブランデージ国際オリンピック委員会 (IOC) 会長を始めIOC委員及び各国の来賓らが出席して行われた。参加35か国、1,291人の選手団が入場行進を行った。

## 概要
開会式は以下の順序で行われた。
- 開会式の冒頭、「札幌オリンピック祝典序曲『白銀の祭典』」（作曲：矢代秋雄）演奏。
- 各参加国の国旗を競技場の観客席の最後段にあるポールに掲揚。
- 昭和天皇・香淳皇后がロイヤルボックスに着席。日本国歌「君が代」演奏。
- 入場行進。3曲の入場行進曲の演奏にのせて、アイスブルーの衣装を着用した北海道・札幌市内の女子大学生が国名のプラカード（黒地に白文字の英語表示）を持って先導しつつ、各国選手団が入場した。真駒内屋外競技場の東ゲートより入場。スピードスケート用のリンク(一周440m、幅16m)を橋で横断し、内側に敷かれた幅7mの白いカーペットの上を行進した。この当時は入場行進前のアトラクションはなかった。オリンピック発祥の地であるギリシャを先頭に英語のアルファベット順に入場。ギリシャがフィールドの中央に整列し、その後は東側と西側に交互に整列。最後に入場した日本選手団が東側のもっとも外側に整列し、これをもって全ての選手団の入場が完了した。〈行進曲〉①「札幌オリンピック・マーチ『白銀の栄光』」(作曲：山本直純)②「純白の大地」(作曲：古関裕而)③「虹と雪」(作曲：岩河三郎・村井邦彦)
- 植村甲午郎札幌オリンピック組織委員会会長挨拶。

- アベリー・ブランデージ国際オリンピック委員会（IOC）会長挨拶。※最後に昭和天皇に日本語での開会宣言をお願いする。

- 昭和天皇による開会宣言（午前11時36分）。寒さや当時70歳という高齢の影響もあってか言葉がうまく出ない様子も見受けられたが、無事に開会が宣言された。

- ファンファーレ（作曲：三善晃）演奏。聖火台下で陸上自衛隊音楽隊が演奏する。
- 「オリンピック賛歌」（作曲：スピロ・サマラ、訳詞：野上彰）合唱のうちに西ゲートから陸上自衛隊員8人が五輪旗を持って入場。旗はメインスタンド前を横切って直進し、東の隅に立つメインポールに旗を取り付け、そのまま高く掲揚する。
- オスロ旗の引継ぎ。東ゲートから、札幌市内の女子中学生による鼓笛隊に先導されて、フランスの女子滑降選手が前回開催都市グルノーブルの子供たちとともにオスロ旗を持って入場。西ゲートからも、鼓笛隊の先導で札幌の子供たちが入ってくる。音楽隊が演奏するコラールの中、オスロ旗はまずグルノーブル市のデュブドウ市長に渡される。旗は、そのままIOCのブランデージ会長へ、そして、札幌市の板垣武四市長に手渡された。この瞬間、競技場の外では、自衛隊の祝砲隊が105ミリ榴弾砲で祝砲を3発発射。この当時、開催都市に順番に引き継がれるオスロ旗は開会式でその開催都市に渡されていた。次の回まで札幌が持って、インスブルック五輪開会式で板垣市長がインスブルックに引き渡している。現在のように閉会式で次回開催都市に引き渡すことになったのは1988年のカルガリー五輪からである。
- 聖火の入場。高校1年生の辻村いずみがトーチを掲げながら東ゲートより入場。フィギュアスケート用の白い衣装で、大歓声の中、トーチを掲げて氷上を滑走。リンクを3/4周した後、バックスタンドの下で待つ最終ランナー、同じく高校1年生の高田英基にトーチを渡した。16歳の最終ランナーは史上最年少。スタジアムの中で聖火リレーが行われたのも初めてだった。聖火台へ続く103段の階段を一気に駆け上り、午前11時49分、柳宗理がデザインした三日月形の聖火台に点火。場内の盛り上がりは最高潮に達した。
- 「開会式賛歌『いまここに我等』」（作詞：谷川俊太郎、作曲：間宮芳生）演奏。
- 風船スケーター入場。「スケーターワルツ」(作曲：古関裕而)の演奏に合わせ、スケートをはき、色とりどりの風船を手にした札幌市内の小学生848人が東西両ゲートから登場。軽快な3拍子のリズムに乗って、リンクを滑る。中には、滑れずに転ぶ子もいて、選手やスタンドの笑いを誘う。聖火点火の緊張感から一転、楽しく和やかな雰囲気に包まれた。
- 各国選手団の旗手が国旗を掲げながら式台前に整列。
- 選手宣誓。日本選手団の鈴木恵一（スピードスケート）が行う。

- 審判員および役員宣誓。日本選手団の浅木文雄審判員が行う。

- 二つの宣誓が終わると同時に、風船スケーターたちが風船を空に放つ。18,000個の風船が快晴の空に舞い上がる。
- 日本国歌「君が代」斉唱。
- 5色の煙火を打ち上げ。
- 昭和天皇・香淳皇后がロイヤルボックスから退席。
- 選手団退場。

## 来賓
- メイン州知事ケネス・カーティス（Kenneth M. Curtis）
- アベリー・ブランデージ国際オリンピック委員会（IOC）会長
- ダーワード・G・ホール (Durward Gorham Hall) 下院議員
- ウィリアム・J・ブライアン・ドーン (William Jennings Bryan Dorn) 下院議員
- トム・ベビル (Tom Bevil)下院議員
- マニュエル・ルハン（Manuel Lujan Sr.）下院議員
- 両陛下
- スピロ・アグニューアメリカ合衆国副大統領
- 彭孟緝駐日中華民国大使